# خوان دیه‌گو فلورز
خوان دیه‌گو فلورز (به اسپانیایی: Juan Diego Flórez) (زاده ۱۳ ژانویهٔ ۱۹۷۳) خواننده پرویی اپرا با صدای تنور است. او در سال ۲۰۰۷ بالاترین نشان کشور پرو را دریافت کرد.